# LEN European Cup 1993-1994
La LEN European Cup 1993-1994 è stata la trentunesima edizione del massimo trofeo continentale di pallanuoto per squadre di club.
I club qualificati per la fase finale sono stati otto. Si sono disputate gare a eliminazione diretta a partire dai quarti di finale.
Gli ungheresi dell'Újpest, detentori della Coppa LEN, hanno superato nella doppia finale i campioni di Spagna del Catalunya, conquistando il trofeo per la prima volta.

## Quarti di finale
| Qualificate      |              |
| - Cacel Nice     | - Mladost    |
| - Catalunya      | - Posillipo  |
| - CSK VMF Mosca  | - Olympiakos |
| - Jadran Spalato | - Újpest     |

| Andata | Andata                      | Andata |
| Data   | Gara                        | Ris.   |
| ------ | --------------------------- | ------ |
| ?      | Cacel Nice - Jadran Spalato | 7-8    |
| ?      | Catalunya - Olympiakos      | 11-8   |
| ?      | Mladost - Újpest            | 12-14  |
| ?      | Posillipo - CSK VMF Mosca   | 13-4   |

| Ritorno | Ritorno                     | Ritorno | Ritorno |
| Data    | Gara                        | Ris.    | Tot.    |
| ------- | --------------------------- | ------- | ------- |
| ?       | Jadran Spalato - Cacel Nice | 9-8     | 17-15   |
| ?       | Olympiakos - Catalunya      | 7-8     | 15-19   |
| ?       | Újpest - Mladost            | 6-6     | 20-18   |
| ?       | CSK VMF Mosca - Posillipo   | 4-7     | 8-20    |

## Semifinali
| Andata | Andata                     | Andata |
| Data   | Gara                       | Ris.   |
| ------ | -------------------------- | ------ |
| ?      | Jadran Spalato - Catalunya | 6-6    |
| ?      | Posillipo - Újpest         | 11-11  |

| Ritorno | Ritorno                    | Ritorno | Ritorno |
| Data    | Gara                       | Ris.    | Tot.    |
| ------- | -------------------------- | ------- | ------- |
| ?       | Catalunya - Jadran Spalato | 8-5     | 14-11   |
| ?       | Újpest - Posillipo         | 13-9    | 24-20   |

## Finale
| Andata | Andata             | Andata |
| Data   | Gara               | Ris.   |
| ------ | ------------------ | ------ |
| ?      | Újpest - Catalunya | 10-6   |

| Ritorno | Ritorno            | Ritorno | Ritorno |
| Data    | Gara               | Ris.    | Tot.    |
| ------- | ------------------ | ------- | ------- |
| ?       | Catalunya - Újpest | 11-11   | 17-21   |

### Campioni
- Újpest Campione d'Europa:

Csaba Mátéfalvy, Zoltan Razga, András Gál, Tamás Dala, Tibor Benedek, Balázs Vincze, András Bene, Tamás Zantleitner, Z .Szabo , Zoltán Fazekas, Zsolt Vogel, Tamás Nitsovits, Zoltán Kovács.

,

## Fonti
- (EN)  LEN, The Dalekovod Final Four - Book of Champions 2011, 2011 (versione digitale)